# Čagošče
Čagošče – wieś w Słowenii, w gminie Ivančna Gorica. W 2018 roku liczyła 132 mieszkańców.